# Peucetia rubrolineata
Peucetia rubrolineata es una especie de araña lince del género Peucetia, de la familia Oxyopidae, orden Araneae. Fue descrita por Keyserling en 1877.
Se distribuye por América: desde Panamá hasta Argentina. Fue publicada en Ueber amerikanische Spinnenarten der Unterordnung Citigradae. Verhandlungen Der Kaiserlich-Königlichen Zoologisch-Botanischen Gesellschaft in Wien 26: 609-, 708.